# Los Angeles Lakers
Los Angeles Lakers är en amerikansk basketorganisation, bildad 1947, vars lag är baserat i Los Angeles i Kalifornien och spelar i National Basketball Association (NBA).

## Historia

### 1940-talet
Laget bildades 1947 genom att Minnesotaborna Ben Berger och Morris Chalfen köpte upp Michiganlaget Detroit Gems, som då spelade i NBL, för 15 000 USD. Laget flyttades efter köpet,  redan samma år, till Minnesota och döptes om till Minneapolis Lakers. Lagets klart största stjärna blev centerspelaren George Mikan.

### 1960-talet
Inför säsongen 1960/1961 flyttades laget till Los Angeles och bytte namn till Los Angeles Lakers. År 1968 kom NBA-stjärnan Wilt Chamberlain till laget. Han spelade fram till 1973 då han pensionerade sig från basket. Lakers vann ett mästerskap med Chamberlain (1972).

### 2000-talet

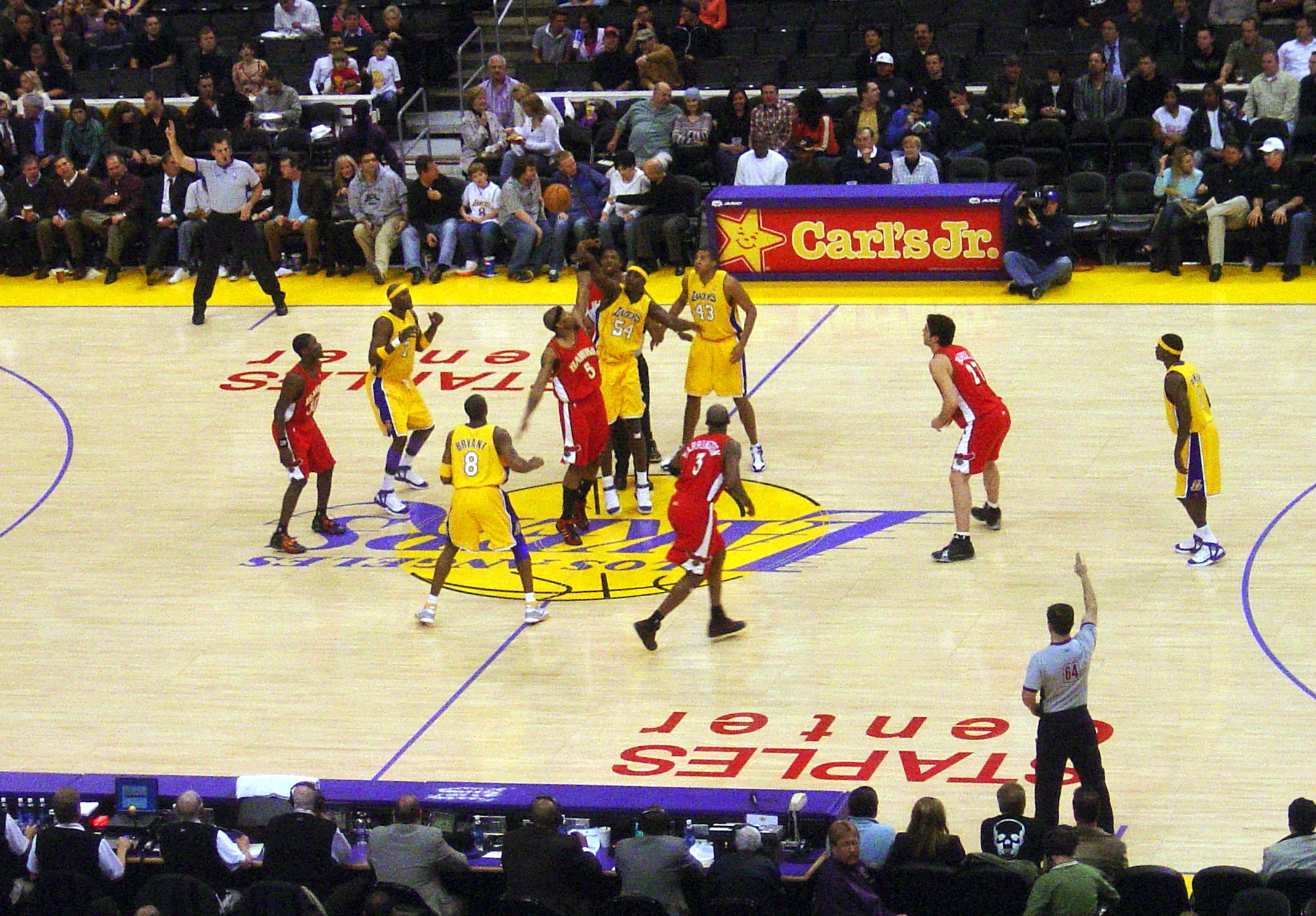
Match mellan Los Angeles Lakers och Atlanta Hawks 2006.

En av lagets viktigaste spelare sedan 1996, storstjärnan Shaquille O'Neal, lämnade klubben 2004 och gick till Miami Heat. Lagets andra storstjärna, Lakers otvivelaktigt största under hela 2000-talet, Kobe Bryant, var dock kvar. Efter 2004 följde några tuffa säsonger för laget.
Säsongen 2007/2008 kom Lakers till final där de dock förlorade mot favorittippade Boston Celtics med 4-2 i matcher i bäst av 7. Den fjärde matchen blev historisk då Celtics stod för en makalös vändning då de låg under med 25 poäng efter halva tiden, men ändå lyckades komma tillbaka och vinna matchen med 7 poäng.
I februari 2008 värvades den spanska stjärncentern Pau Gasol från Memphis Grizzlies. Gasols tre första slutspel i Lakers resulterade i tre raka finaler, varav 2009 och 2010 slutade med seger. 

### 2010-talet
I finalen 2010 fick laget revansch på Boston efter finalförlusten 2008. Lakers kom tillbaka från ett 2-3 underläge i matcher och underläge på 13 poäng i match 7 och lyckades vända detta till totalseger. Detta var Kobe Bryants och Derek Fishers femte titel med Lakers, lika många som Earvin "Magic" Johnson. Efter att under de två efterföljande säsongerna inte alls vara i samma klass som de var under 2000-talets första hälft storstädade Lakers i truppen och värvade både Steve Nash och Dwight Howard. 

## Spelartruppen 2025/2026
Senast uppdaterad: 23 juli 2025.

Alla spelare som har kontrakt med Los Angeles Lakers. Spelarnas löner är i amerikanska dollar och är vad de skulle få ut om spelarna vore i NBA-truppen under hela säsongen.
| Nr                                |           | Namn                  | Pos         | Lön 25/26   |        | Kontrakt | Kom till laget | Kom ifrån                |
| --------------------------------- | --------- | --------------------- | ----------- | ----------- | ------ | -------- | -------------- | ------------------------ |
| 1                                 | USA       | Adou Thiero           | SF/PF       | $1 272 870  | [ 3 ]  | 2028     | 2025           | Arkansas Razorbacks      |
| 2                                 | USA       | Jarred Vanderbilt     | PF/SF       | $11 571 429 | [ 4 ]  | 2028     | 2023           | Utah Jazz                |
| 4                                 | USA       | Dalton Knecht         | SG/SF       | $3 910 160  | [ 5 ]  | 2028     | 2024           | Tennessee Volunteers     |
| 5                                 | Bahamas   | Deandre Ayton1 − 2018 | C           | $8 097 561  | [ 6 ]  | 2027     | 2025           | Portland Trail Blazers   |
| 7                                 | USA       | Gabe Vincent          | PG          | $11 500 000 | [ 7 ]  | 2026     | 2023           | Miami Heat               |
| 9                                 | USA       | Bronny James          | PG/SG       | $1 955 377  | [ 8 ]  | 2028     | 2024           | USC Trojans              |
| 11                                | USA       | Jaxson Hayes          | C/PF        | $2 874 436  | [ 9 ]  | 2026     | 2023           | New Orleans Pelicans     |
| 12                                | USA       | Jake LaRavia          | SF/PF       | $5 769 231  | [ 10 ] | 2027     | 2025           | Sacramento Kings         |
| 14                                | Tyskland  | Maxi Kleber           | C/PF        | $11 000 000 | [ 11 ] | 2026     | 2025           | Dallas Mavericks         |
| 15                                | USA       | Austin Reaves         | SG          | $13 937 574 | [ 12 ] | 2027     | 2021           | Oklahoma Sooners         |
| 23                                | USA       | LeBron James1 − 2003  | PF/PG/SF/SG | $52 627 153 | [ 13 ] | 2026     | 2018           | Cleveland Cavaliers      |
| 28                                | Japan     | Rui Hachimura         | PF          | $18 259 259 | [ 14 ] | 2026     | 2023           | Washington Wizards       |
| 36                                | USA       | Marcus Smart          | PG/SG       | $5 134 000  | [ 15 ] | 2027     | 2025           | Washington Wizards       |
| 77                                | Slovenien | Luka Dončić           | PG/SG       | $45 999 660 | [ 16 ] | 2029     | 2025           | Dallas Mavericks         |
| --                                | USA       | R.J. Davis            | SG/PG       | $1 272 868  | [ 17 ] | 2026     | 2025           | North Carolina Tar Heels |
| --                                | USA       | Arthur Kaluma         | PF          | $1 272 868  | [ 18 ] | 2026     | 2025           | Texas Longhorns          |
| --                                | Litauen   | Augustas Marčiulionis | PG          | $1 272 868  | [ 19 ] | 2026     | 2025           | Saint Mary's Gaels       |
| Tvåvägskontrakt                   |           |                       |             |             |        |          |                |                          |
| Nr                                |           | Namn                  | Pos         | Lön 25/26   |        | Kontrakt | Kom till laget | Kom ifrån                |
| 10                                | Kamerun   | Christian Koloko      | C           | $636 434    | [ 20 ] | 2026     | 2024           | Toronto Raptors          |
| --                                | USA       | Eric Dixon            | PF          | $636 434    | [ 21 ] | 2026     | 2025           | Villanova Wildcats       |
| --                                | USA       | Chris Mañon           | PG/SG       | $636 434    | [ 22 ] | 2026     | 2025           | Vanderbilt Commodores    |
| Positioner: PG – SG – SF – PF – C |           |                       |             |             |        |          |                |                          |

### Spelargalleri

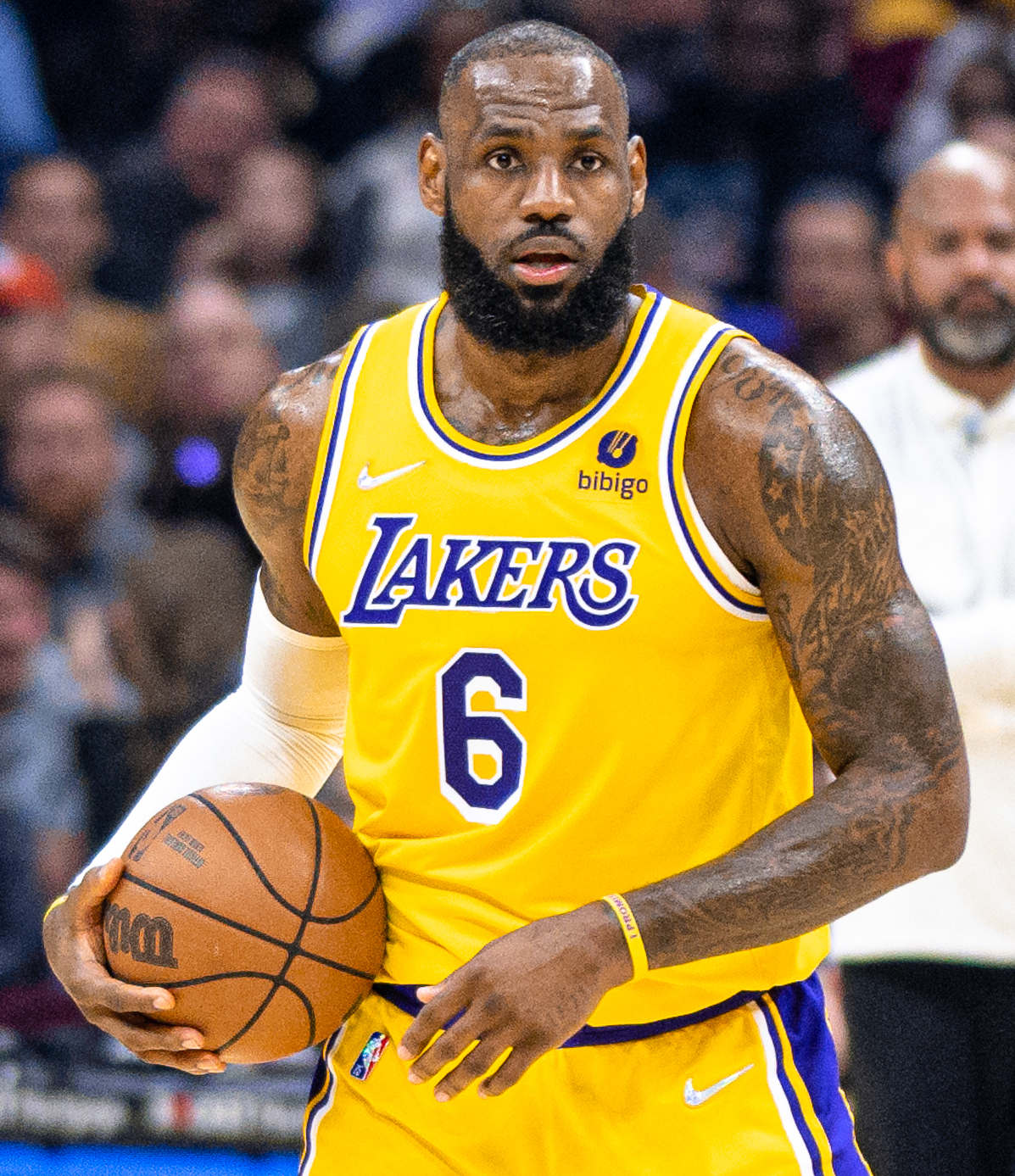
LeBron James
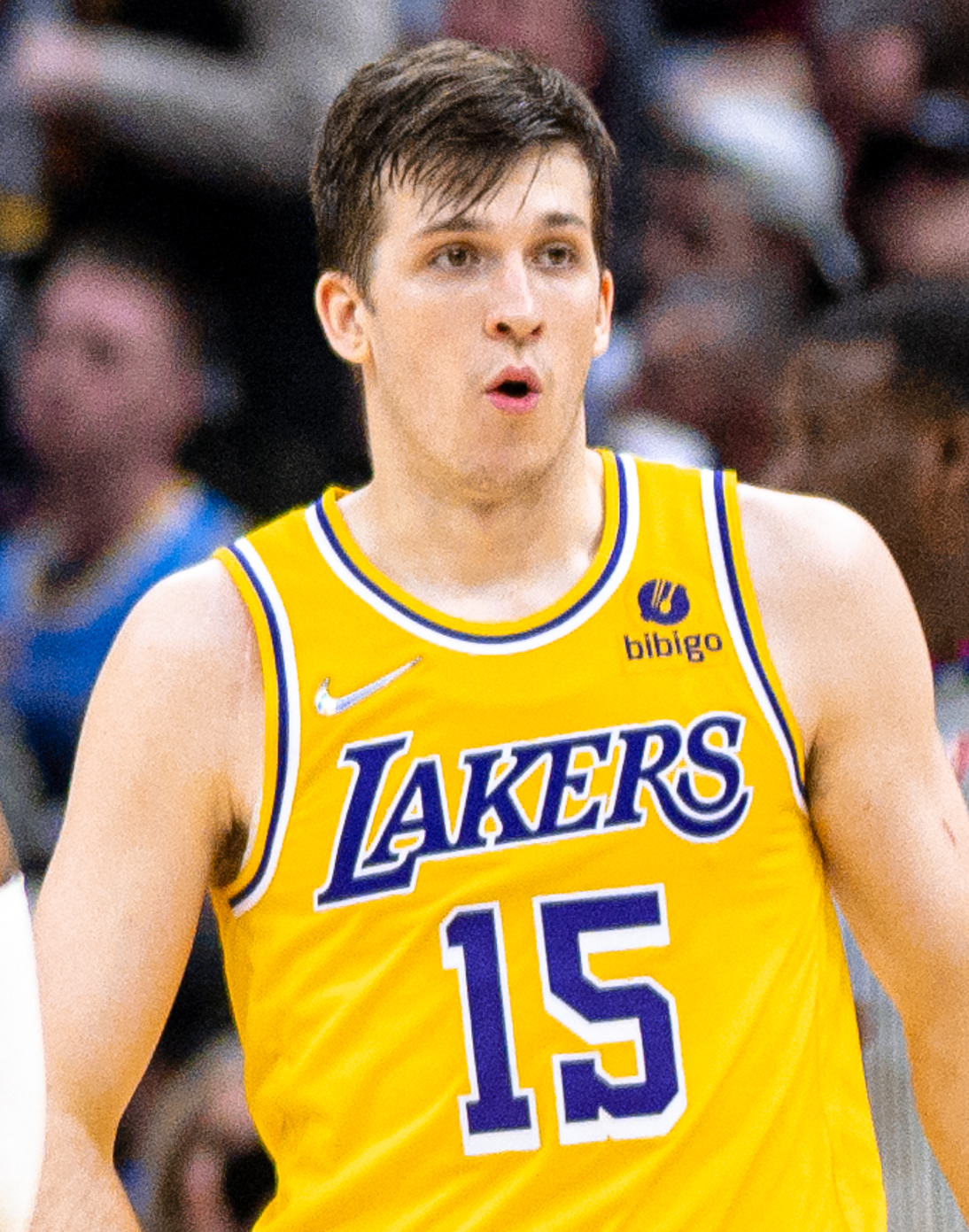
Austin Reaves